# Adrian Hunek
Adrian Huniek (ur. 28 października 1985) – polski siatkarz, grający na pozycji środkowego. 
W dniu 3 kwietnia 2023 roku poinformował o zakończeniu sportowej kariery. 

## Sukcesy klubowe
Puchar Challenge:
- 2012

I liga polska:
- 2022[3]
- 2017, 2020, 2021
- 2011